# Lazare (X-Files)
Pour les articles homonymes, voir Lazare (homonymie) et Lazarus.
Lazare (Lazarus) est le 15e épisode de la saison 1 de la série télévisée X-Files. Dans cet épisode, l'esprit d'un criminel possède le corps d'un agent du FBI ami avec Scully.
L'épisode a obtenu des critiques mitigées.

## Résumé
Dana Scully et Jack Willis, avec qui elle a eu une liaison, sont en mission dans une banque du Maryland. Les deux agents du FBI tendent un piège à Warren Dupre et Lula Phillips, un couple de braqueurs de banques, après une dénonciation anonyme. Dupre tire sur Willis avant d'être lui-même abattu par Scully, tandis que Lula s'échappe. Scully parvient à faire réanimer Willis mais, pendant le processus, le cadavre de Dupre réagit lui aussi aux chocs du défibrillateur. Willis sort du coma deux jours plus tard et coupe l'annulaire de Dupre afin de récupérer son alliance avant de quitter l'hôpital. Le changement de personnalité de Willis, ainsi que le fait qu'il semble désormais être gaucher, comme l'était Dupre, amène Fox Mulder à penser que l'esprit du criminel habite le corps de Willis depuis sa réanimation.
Willis, sur le bras duquel est apparu le tatouage de Dupre, confronte Tommy Phillips, le frère de Lula, et le tue car il pense qu'il est l'auteur de la dénonciation. Il fait ensuite sa réapparition publique en affirmant avoir été victime d'un choc post-traumatique. Néanmoins, lorsque Mulder lui demande de signer une carte d'anniversaire pour Scully, lequel est dans plusieurs mois, et à la même date que le sien, il le fait sans hésiter. Scully n'est toutefois pas convaincue par les arguments de Mulder. Willis et elle arrêtent Lula Phillips mais Willis profite de l'occasion pour obliger Scully à se passer les menottes. Il libère ensuite Lula et la persuade qu'il est en fait Dupre.
Willis/Dupre commence à être malade après avoir consommé plusieurs sodas, et Scully lui apprend alors que Willis est diabétique et a besoin d'insuline. Lula refuse toutefois d'injecter l'insuline à un Willis de plus en plus mal en point et révèle que c'est elle qui l'a dénoncé au FBI. Elle appelle Mulder et réclame une rançon d'un million de dollars contre la libération de Scully. En analysant la bande audio de l'appel, Mulder et son équipe réussissent cependant à localiser approximativement la provenance de l'appel. Des agents déguisés arpentent le quartier et repèrent la maison dans laquelle se trouvent Lula, Willis et Scully. Willis feint d'être mort et se saisit de l'arme de Lula. Affirmant qu'ils se rejoindront dans la mort, il la tue avant de mourir par manque d'insuline. Mulder et son équipe arrivent juste après et libèrent Scully.

## Distribution
- David Duchovny : Fox Mulder
- Gillian Anderson : Dana Scully
- Christopher Allport : Jack Willis
- Cec Verrell : Lula Phillips
- Jackson Davies : l'agent Bruskin
- Jason Schombing : Warren Dupre
- Callum Keith Rennie : Tommy Phillips

## Production
Dans la première version du scénario, il était prévu que ce soit Mulder qui soit habité par l'esprit de Warren Dupre. Cependant, les responsables de la Fox s'opposent à cette idée, et les scénaristes doivent alors modifier le script avec réticence. Howard Gordon estime cependant avec le recul que cette décision a été bénéfique car elle a permis de focaliser l'histoire sur Scully et son passé. C'est le premier épisode de la série dans lequel Scully est enlevée, et sa date d'anniversaire, le 23 février, y est également révélée.
La scène du braquage de banque, par laquelle commence l'épisode, est filmée en extérieurs à Vancouver, plusieurs passants croyant qu'ils assistent à un véritable braquage. Le réalisateur David Nutter explique que, pour cet épisode au scénario simple et direct, « trouver le bon rythme était la clé » et que la caméra et les acteurs devaient être en mouvement le plus souvent possible.

## Accueil

### Audiences
Lors de sa première diffusion aux États-Unis, l'épisode réalise un score de 7,6 sur l'échelle de Nielsen, avec 12 % de parts de marché, et est regardé par 12,10 millions de téléspectateurs.

### Accueil critique
L'épisode obtient des critiques mitigées. Parmi les critiques favorables, le site Le Monde des Avengers lui donne la note de 3/4.
Du côté des critiques mitigées, Zack Handlen, du site The A.V. Club, lui donne la note de B-. Le magazine Entertainment Weekly lui donne la note de C+, qualifiant le scénario de « peu intéressant » mais relevé par sa « solide » distribution de seconds rôles. John Keegan, du site Critical Myth, lui donne la note de 5/10.
Parmi les critiques négatives, Robert Shearman et Lars Pearson lui donnent la note de 1,5/5 dans leur livre sur la série.